# Zápal plic
Zápal plic neboli pneumonie je zánětlivé onemocnění plic postihující zejména mikroskopické dutinky naplněné vzduchem, takzvané plicní sklípky. Obvykle je způsobeno infekcí bakteriemi nebo viry, méně často pak dalšími mikroorganismy, některými léky nebo jinými chorobami, jako je například autoimunitní onemocnění.
K typickým symptomům patří kašel, bolest na prsou, horečka a obtíže při dýchání. Diagnóza bývá stanovena zejména prostřednictvím RTG snímkování a kultivačního vyšetření sputa. K dispozici jsou také vakcíny zabraňující vzniku některých druhů zápalu plic. Léčba závisí na původní příčině nemoci. Předpokládaný bakteriální zápal plic je léčen antibiotiky. Pokud má choroba závažný charakter, nemocný je obvykle převezen do nemocnice.
Ročně je pneumonií postiženo kolem 450 miliónů lidí, tedy sedm procent světové populace; na následky nemoci umírají přibližně 4 milióny z nich. Přestože William Osler označil zápal plic v 19. století za „kapitána pěšáků smrti“, díky nástupu antibiotik a vakcín ve století 20. se pravděpodobnost přežití podstatně zvýšila. V rozvojových zemích, mezi staršími, velmi mladými a chronicky nemocnými pacienty však zápal plic zůstává jednou z hlavních příčin úmrtí.

## Příznaky a symptomy
| Frekvence symptomů | Frekvence symptomů |
| Symptom            | Frekvence          |
| ------------------ | ------------------ |
| Kašel              | 79–91 %            |
| Únava              | 90 %               |
| Horečka            | 71–75 %            |
| Dušnost            | 67–75 %            |
| Sputum             | 60–65 %            |
| Bolest na prsou    | 39–49 %            |

Hlavní symptomy infekčního zápalu plic

Lidé postižení infekčním zápalem plic často vykazují produktivní kašel, horečku doprovázenou zimnicí, dušnost, ostrou nebo bodavou bolest na prsou při hlubokém nádechu a zvýšenou dechovou frekvenci. U starších pacientů může být nejzřetelnějším příznakem zmatenost. Typické příznaky a symptomy u dětí mladších pěti let pak zahrnují horečku, kašel a zrychlené nebo obtížné dýchání.
Horečka není pro tuto chorobu příliš specifická (vyskytuje se totiž u řady dalších běžných nemocí) a u osob, které trpí závažnou formou nemoci nebo podvýživou, může zcela chybět. Děti mladší 2 měsíců často navíc nevykazují ani kašel. K závažnějším příznakům a symptomům lze počítat promodralou kůži, snížený pocit žízně, křeče, přetrvávající zvracení, extrémně vysoké teploty nebo poruchy vědomí.
Jak bakteriální, tak virová pneumonie jsou obvykle provázeny podobnými příznaky. Některé z příčin souvisí s klasickými, avšak nespecifickými klinickými charakteristikami. Pneumonii způsobenou bakterií Legionella může doprovázet abdominální bolest, průjem či zmatenost, zatímco zápal plic vyvolaný streptokokem Streptococcus pneumoniae je spojen s vykašláváním rezavě zbarveného sputa; pneumonie vyvolaná bakterií Klebsiella může být doprovázena vykašláváním sputa krvavého (jež je v anglosaských zemích často označováno jako „rybízový džem“). Krvavé sputum (známé jako hemoptýza) se objevuje i u tuberkulózy, pneumonie vyvolané gramnegativními bakteriemi a plicních abscesů, častěji ale u akutní bronchitidy. Mykoplazmatický zápal plic vzniká v souvislosti s otokem mízních uzlin na krku, bolestí kloubů nebo zánětem středního ucha. Virový zápal plic je doprovázen sípáním častěji než tomu je u pneumonie bakteriální.

## Příčina

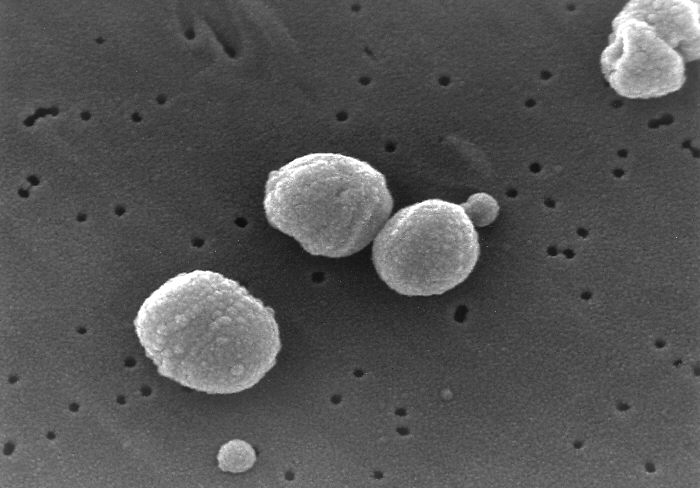
Bakterie Streptococcus pneumoniae, častý původce zápalu plic, zachycená elektronovým mikroskopem

K zápalu plic dochází zejména na základě infekce způsobené bakteriemi či viry, méně často plísněmi a parazity. Přestože bylo identifikováno více než 100 kmenů infekčních činitelů, za většinou případů nemoci stojí pouze několik z nich. Smíšené infekce způsobené viry i bakteriemi se mohou objevit až ve 45 % onemocnění u dětí a 15 % onemocnění u dospělých. Příčina choroby však nemusí být v přibližně polovině případů navzdory pečlivému testování vůbec diagnostikována.
Pojmem pneumonie je někdy v širším měřítku označováno jakékoli onemocnění, jehož následkem je zánět plic (způsobený například autoimunitním onemocněním, chemickým popálením nebo působením léků); tento typ zánětu má však přesnější označení pneumonitida. Původci infekce byli v minulosti na základě předpokládaných projevů rozděleni na typické a netypické, důkazy ale toto rozlišení nepotvrdily, a proto se od něj upustilo.
Choroby a rizikové faktory, které způsobují náchylnost k onemocnění zápalem plic, zahrnují kouření, sníženou imunitu, alkoholismus, chronickou obstrukční plicní nemoc, chronické onemocnění ledvin a choroby jater. Užívání léků potlačujících tvorbu žaludeční kyseliny, například inhibitorů protonové pumpy nebo blokátorů H2 receptorů, se zvýšeným rizikem vzniku zápalu plic také souvisí, stejně jako vyšší věk.

### Bakterie
Bakterie jsou nejběžnější příčinou komunitně získané pneumonie (CAP), vyvolané v téměř 50 % případů bakterií Streptococcus pneumoniae. K dalším často izolovaným bakteriím patří Haemophilus influenzae ve 20 %, Chlamydophila pneumoniae ve 13 % a Mycoplasma pneumoniae ve 3 % případů; jinými původci jsou bakterie Staphylococcus aureus; Moraxella catarrhalis; Legionella pneumophila a gramnegativní bacily. Stále častěji se ale vyskytují léčivům odolné varianty výše uvedených bakterií včetně lékům odolných bakterií Streptococcus pneumoniae (DRSP) a na meticilin rezistentního stafylokoka Staphylococcus aureus (MRSA).
Šíření těchto organismů usnadňují rizikové faktory. Alkoholismus usnadňuje působení bakterie Streptococcus pneumoniae, anaerobních organismů a Mycobacterium tuberculosis; kouření zvyšuje účinky Streptococcus pneumoniae, Haemophilus influenzae, Moraxella catarrhalis a Legionella pneumophila. Blízký kontakt s ptáky souvisí s přenosem Chlamydia psittaci, styk s hospodářskými zvířaty pak s nákazou Coxiella burnetti; vdechnutí obsahu žaludku je spojováno s infekcí anaerobními organismy a cystická fibróza s šířením Pseudomonas aeruginosa a Staphylococcus aureus. Infekce stafylokokem Streptococcus pneumoniae je běžnější v zimě a jeho přítomnost by měla být zjišťována u osob, které vdechly velké množství anaerobních organismů.

### Viry
Viry způsobují u dospělých přibližně třetinu a u dětí asi 15 % případů pneumonie. K běžným původcům patří rhinoviry, koronaviry, virus influenzy, respirační syncytiální virus (RSV), adenoviry a virus parainfluenzy. Virus Herpes simplex způsobuje zápal plic jen zřídka s výjimkou novorozenců, osob trpících rakovinou, pacientů, kteří podstoupili transplantaci orgánu, a osob s těžkými popáleninami. Lidé po transplantaci orgánu nebo ti, kteří trpí sníženou imunitou, jsou ve vyšší míře vystaveni riziku pneumonie vyvolané cytomegalovirem. Pacienti, kteří onemocněli virovou infekcí, mohou být sekundárně infikováni bakteriemi Streptococcus pneumoniae, Staphylococcus aureus či Haemophilus influenzae, zejména pokud se u nich vyskytují další zdravotní problémy. V každé roční době převažují jiné typy virů – například během chřipkové sezóny může chřipka způsobit více než polovinu případů virové pneumonie. Občas může být zápal plic způsoben jinými viry, jako jsou hantaviry a koronaviry.

### Plísně
Plísňová pneumonie je poměrně vzácná, častější je u jedinců s imunitním systémem oslabeným vlivem AIDS, imunosupresivních léků či jiných zdravotních problémů. Nejčastěji ji vyvolávají organismy Histoplasma capsulatum, patogenní houby rodu blastomyces, Cryptococcus neoformans, Pneumocystis jiroveci a Coccidioides immitis. Histoplazmóza se nejčastěji vyskytuje v povodí řeky Mississippi a kokcidiomykóza je nejrozšířenější na jihozápadě Spojených států. Ve druhé polovině 20. století počet případů vzrostl v důsledku rozvoje cestování a rychlejšího snižování obranyschopnosti lidského organismu.

### Parazité
Na zdraví plic může mít vliv i řada parazitů, mimo jiné například prvok Toxoplasma gondii, háďátko střevní, škrkavka dětská či zimnička čtvrtodenní. Tyto organismy obvykle vstupují do lidského těla přímým kontaktem s pokožkou, požitím nebo přenesením hmyzím bacilonosičem. S výjimkou motolice plicní většina parazitů sice plíce specificky nezasahuje, tento orgán však bývá postižen sekundárně. Někteří paraziti, zejména ti náležící k rodům Ascaris a Strongyloides, vyvolávají silnou eozinofilní reakci, jež může vyústit až v eozinofilní pneumonii. U jiných infekcí, jako je malárie, jsou plíce postiženy hlavně kvůli systémovému zánětu navozenému cytokiny. V rozvinutém světě se tyto infekce vyskytují nejčastěji u osob, které se vrátily z cest, nebo u imigrantů. V globálním měřítku jsou pak nejběžnější u těch, kteří trpí sníženou imunitou.

### Idiopatický zápal plic
Idiopatická intersticiální pneumonie nebo neinfekční zápal plic patří do skupiny chorob zvané difuzní nemoci plic. Kromě nich sem řadíme také difuzní alveolární poškození, organizující se pneumonii, nespecifickou intersticiální pneumonii, lymfocytickou intersticiální pneumonii, deskvamační intersticiální pneumonii, respirační bronchiolitidu s postižením plicního intersticia a běžnou intersticiální pneumonii.

## Patofyziologie

Při pneumonii se plicní sklípky plní tekutinou, což brání okysličování. Na levé straně je plicní sklípek v normálním stavu, plicní sklípek na pravé straně je naplněn tekutinou vzniklou v průběhu zápalu plic

Zápal plic často začíná jako zánět horních cest dýchacích, který se později rozšíří i do dolních cest dýchacích.

### Virový zápal plic
Viry se do plic mohou dostat řadou různých cest. K přenosu respiračního syncytiálního viru typicky dochází tak, že se lidé dotknou kontaminovaných předmětů a poté očí nebo nosu. Dalším způsobem nákazy virem je vdechnutí kontaminovaných, vzduchem přenášených kapének ústy nebo nosem. Jakmile jsou viry v horních cestách dýchacích, mohou se snadno dostat do plic, kde napadnou buňky vystýlající dýchací cesty, plicní sklípky nebo plicní parenchym. Některé z virů, jako například spalničkový virus nebo virus Herpes simplex, se mohou do plic dostat prostřednictvím krve. Zasažení plic může vést k různým stupňům buněčné smrti. Když imunitní systém reaguje na infekci, může pak dojít k ještě většímu poškození plic. Bílé krvinky, převážně agranulocyty, jsou primárním původcem zánětu. Mnoho virů postihuje nejen plíce, ale zároveň i jiné orgány, a tudíž narušuje další funkce lidského těla. Viry mohou rovněž zvýšit náchylnost k bakteriálním infekcím; tímto způsobem se může vyvinout bakteriální zápal plic jako přidružené onemocnění.

### Bakteriální zápal plic
Většina bakterií se do plic dostane prostřednictvím mikroaspirace organismů žijících v krku či nose. U poloviny lidí byly tyto mikroaspirace zaznamenány během spánku. Ačkoli v krku jsou jisté bakterie přítomny za všech okolností, potenciálně nakažlivé bakterie se v něm usídlují jen někdy a za určitých podmínek. Menší počet typů bakterií, například Mycobacterium tuberculosis a Legionella pneumophila, vniká do plic prostřednictvím kontaminovaných, vzduchem přenášených kapének. Bakterie se rovněž mohou šířit krví. Jakmile se dostanou do plic, mohou napadnout prostor mezi buňkami a plicními sklípky, kde se makrofágy a neutrofily (obranné bílé krvinky) pokoušejí tyto bakterie inaktivovat. Neutrofily rovněž uvolňují cytokiny, které způsobují všeobecnou aktivaci imunitního systému. To vede k horečce, zimnici a únavě, tedy běžným projevům bakteriálního zápalu plic. Neutrofily, bakterie a tekutina z okolních cév pak naplní plicní sklípky; tuto konsolidaci (zhuštění) plicní tkáně lze pozorovat na rentgenovém snímku hrudníku.

## Diagnóza
Pneumonie je typicky diagnostikována na základě kombinace fyzických příznaků a rentgenu hrudníku. Potvrzení základní příčiny však může být obtížné, jelikož neexistuje žádný test, který by definitivně rozlišil bakteriální a nebakteriální původ nemoci. Světová zdravotnická organizace definuje dětský zápal plic na základě klinických příznaků – buď kašle nebo dechových potíží a zrychleného dýchání, vtažení hrudníku nebo poruchy vědomí. Zvýšená dechová frekvence je definována jako více než 60 dechů za minutu u dětí do 2 měsíců, 50 dechů za minutu u dětí od 2 měsíců do 1 roku a více než 40 dechů za minutu u dětí od 1 do 5 let věku. U dětí vykazuje zvýšená dechová frekvence a vtažení spodní části hrudníku vyšší senzitivitu než poslech třecích šelestů na prsou pomocí stetoskopu.
U dospělých není v mírných případech nemoci obvykle nutné žádné vyšetření; pokud jsou všechny vitální znaky a poslech hrudníku v normálu, je riziko zápalu plic jen velmi nízké. U osob, u nichž je nezbytná hospitalizace, se doporučuje provedení pulzní oxymetrie, radiografie hrudníku a krevních testů—včetně krevního obrazu, elektrolytů v séru, hladiny C-reaktivního proteinu a případně testů funkce jater. Diagnóza chřipce podobného onemocnění (ILI) může být založena na příznacích a symptomech; potvrzení nákazy takovým onemocněním však vyžaduje testování. Léčba je tudíž často založena na výskytu chřipky v komunitě nebo na výsledcích rychlého testu na přítomnost chřipky.

### Fyzikální vyšetření
Fyzikální vyšetření může někdy odhalit nízký krevní tlak, vysokou tepovou frekvenci nebo nízké procento nasycení kyslíkem. Frekvence dýchání může být rychlejší než obvykle a může se objevit o jeden až dva dny dříve než ostatní příznaky. Vyšetření hrudníku může být v normálu, na postižené straně však může být viditelné snížené rozpínání hrudníku. Drsné zvuky vycházející z větších dýchacích cest a rezonující zanícenou plící se nazývají hrudní dýchání a lze je slyšet při poslechu stetoskopem. V postižené oblasti lze během vdechování zaznamenat i třecí šelesty (krepitace). Perkuse může být u postižené plíce utlumená, a spíše vyšší než nižší vokální rezonance odlišuje zápal plic od pleurální efuze.

### Zobrazovací metody

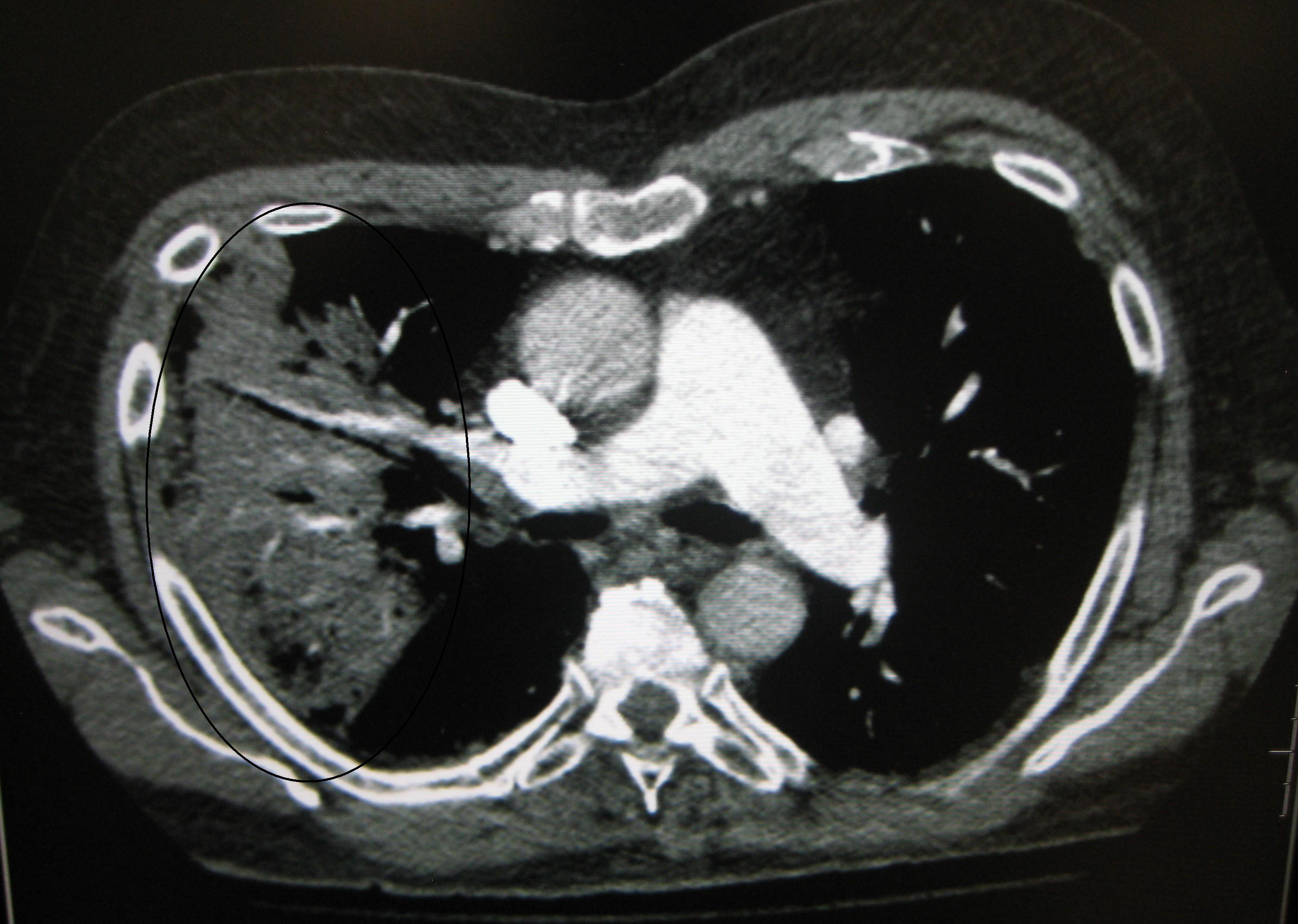
CT hrudníku vykazující pravostranný zápal plic (levá strana obrázku)

Pro stanovení diagnózy se často používá rentgenový snímek hrudníku. U osob s mírnými projevy onemocnění je snímkování potřebné pouze u osob s potenciálními komplikacemi, u pacientů, jejichž stav se ani při léčbě nelepší, nebo u těch, u nichž je příčina onemocnění nejasná. Pokud je stav nemocného natolik vážný, že je nezbytná hospitalizace, doporučuje se provést rentgen hrudníku. Nález však ne vždy odpovídá závažnosti onemocnění a ne vždy spolehlivě rozliší mezi bakteriální a virovou infekcí.
Rentgenové snímky zápalu plic lze klasifikovat jako lobární pneumonii, bronchopneumonii (rovněž známou jako lalůčkový zápal plic) a intersticiální pneumonii. Bakteriální, komunitně získaná pneumonie klasicky vykazuje známky plicní konsolidace jednoho segmentálního plicního laloku, tedy znaky lobární pneumonie. Nálezy se však mohou lišit, a u dalších typů zápalu plic jsou běžné jiné charakteristiky. Aspirační pneumonie může vykazovat oboustranné zastínění zejména ve spodní části plic a na pravé straně. Rentgenové snímky virového zápalu plic se mohou jevit normální, vykazovat hyperinflaci, ostrůvkovité oblasti konsolidace plicní tkáně na obou plicích nebo se podobat bakteriálnímu zápalu plic s lobární konsolidací. V raných fázích onemocnění nemusí být radiologické nálezy patrné, zvláště při dehydrataci, nebo může být obtížné je interpretovat u obézních osob nebo těch, kteří již onemocnění plic prodělali. Počítačová tomografie může u nejasných příčin poskytnout další informace.

### Mikrobiologie
U pacientů léčených mimo nemocnici není určení původce nemoci finančně výhodné a zvolený způsob léčby obvykle nemění. U osob, u nichž je léčba neúspěšná, je třeba zvážit rozbor kultur sputa a u pacientů s chronickým produktivním kašlem pak test na přítomnost bakterie Mycobacterium tuberculosis. Testy na přítomnost dalších specifických organismů lze doporučit v době epidemií s ohledem na zdraví veřejnosti. U osob hospitalizovaných se závažným onemocněním se doporučuje provedení rozboru kultur sputa i krevních kultur, stejně jako test moči na přítomnost antigenů bakterií Legionella and Streptococcus. Virové infekce lze potvrdit mimo jiné prostřednictvím detekce buď viru samotného nebo jeho antigenů pomocí rozboru virových kultur nebo polymerázové řetězové reakce (PCR). Pomocí rutinních mikrobiologických testů se však původce podaří určit pouze v 15 % případů.

### Klasifikace
Pneumonitida je zánět plic; pneumonie (zápal plic) se vztahuje k pneumonitidě, vyvolané obvykle v důsledku infekce, někdy ale i neinfekční, pro kterou je dále charakteristická plicní konsolidace. Zápal plic se nejběžněji klasifikuje podle toho, kde a jak k němu došlo – může jít o zápal plic komunitně získaný, aspirační, související se zdravotní péčí, zápal plic získaný v nemocničním prostředí či zápal plic ventilátorový. Lze jej rovněž klasifikovat podle postižené oblasti plic (na lobární pneumonii, bronchiální pneumonii a akutní intersticiální pneumonii ) nebo podle organického původce. Zápal plic u dětí může být na základě příznaků a symptomů dále označen jako nezávažný, závažný nebo velmi závažný.

### Diferenciální diagnostika
U některých onemocnění se mohou projevovat příznaky a symptomy podobné těm u zápalu plic. Jde například o chronickou obstrukční plicní nemoc (COPD), astma, plicní edém, bronchiektázii, rakovinu plic a plicní embolii. Na rozdíl od zápalu plic jsou astma a COPD typicky doprovázeny sípáním, u plicního edému je zaznamenán abnormální elektrokardiogram, rakovinu a bronchiektázii doprovází dlouhodobý kašel a pro plicní embolii je typický akutní nástup ostré bolesti hrudníku a dýchavičnost.

## Prevence
Prevence zahrnuje vakcinaci, environmentální opatření a vhodnou léčbu dalších zdravotních problémů. Má se za to, že kdyby byla celosvětově zavedena vhodná preventivní opatření, úmrtnost dětí by klesla o 400 000 případů, a kdyby byla v celosvětovém měřítku dostupná odpovídající léčba, počet úmrtí dětí by klesl o dalších 600 000.

### Vakcinace
Vakcinace zabraňuje šíření určitých typů bakteriálních a virových zánětů plic jak u dětí, tak u dospělých. Vakcíny proti chřipce jsou mírně účinné v případě virů influenzy A a B. Centrum pro kontrolu a prevenci nemocí (CDC) doporučuje každoroční vakcinaci všem osobám starším 6 měsíců. Imunizace pracovníků ve zdravotnictví snižuje riziko šíření virového zápalu plic mezi jejich pacienty. Při propuknutí epidemie chřipky mohou šíření nákazy zabránit léky jako například amantadin nebo rimantadin. Účinnost zanamiviru nebo oseltamiviru není známá v důsledku skutečnosti, že společnost vyrábějící oseltamivir odmítla zveřejnit údaje získané v klinických hodnoceních k nezávislé analýze.
Provádění vakcinace proti bakteriím Haemophilus influenzae a Streptococcus pneumoniae podporuje řada důkazů potvrzujících její účinnost. Očkování dětí proti Streptococcus pneumoniae vede ke sníženému výskytu infekcí způsobených touto bakterií u dospělých, protože mnozí dospělí se jí nakazí právě od dětí. Pro dospělé je k dispozici také vakcína proti Streptococcus pneumoniae, která snižuje riziko invazivního pneumokokového onemocnění. Mezi další vakcíny, které mají prokázaný ochranný účinek před zápalem plic, patří vakcína proti černému kašli, planým neštovicím a spalničkám.

### Ostatní
Mezi doporučované prevenční kroky patří přestat kouřit a snížit znečištění vzduchu v interiéru, například při vaření za spalování dřeva nebo trusu. Zdá se, že kouření je největším rizikovým faktorem pneumokokové pneumonie u jinak zdravých dospělých osob. Účinnými preventivními opatřeními mohou být i mytí rukou a zakrytí úst při kašli rukávem oděvu. Nošení chirurgické roušky nemocnými osobami může zabránit šíření nemoci.
Vhodná léčba dlouhodobých nemocí (například HIV/AIDS, cukrovky a podvýživy) může riziko zápalu plic také snížit. U dětí mladších 6 měsíců snižuje kojení jak riziko přenosu, tak závažnost onemocnění. U osob s HIV/AIDS a počtem CD4 lymfocytů nižším než 200 buněk/uL snižuje antibiotikum trimethoprim/sulfamethoxazol riziko pneumocystové pneumonie a může také posloužit jako prevence imunokompromitovaných osob, které nejsou nakaženy HIV.
Testy na přítomnost streptokoka skupiny B a bakterie Chlamydia trachomatis u těhotných žen a případná antibiotická léčba snižují počet případů zápalu plic u kojenců; preventivní opatření týkající se přenosu HIV z matky na dítě mohou být rovněž účinná. U vysávání smolkou znečištěné plodové vody z úst a krku kojenců nebylo zjištěno snížení počtu případů aspirační pneumonie; navíc může tento zásah způsobit potenciální újmu, a proto není tato praxe ve většině případů doporučována. U oslabených starších osob může riziko aspirační pneumonie snížit správná ústní hygiena.

## Léčba
| Skóre CURB-65                                                             | Skóre CURB-65 |
| Symptom                                                                   | Body          |
| ------------------------------------------------------------------------- | ------------- |
| Confusion (zmatenost)                                                     | 1             |
| Urea (v moči)>7 mmol/l                                                    | 1             |
| Respiratory rate (frekvence dýchání)>30                                   | 1             |
| SBP (systolický krevní tlak)<90mmHg, DBP (diastolický krevní tlak)<60mmHg | 1             |
| Věk>=65                                                                   | 1             |

Pro úplné odeznění příznaků obvykle postačují orálně podávaná antibiotika, klid, jednoduchá analgetika a dostatečný přísun tekutin. Osoby s dalšími zdravotními komplikacemi, starší lidé nebo nemocní se závažnějšími dýchacími potížemi mohou vyžadovat zvýšenou péči. Pokud se symptomy zhoršují a zápal plic se domácí léčbou nezlepšuje nebo pokud nastanou komplikace, může být nezbytná hospitalizace. V celosvětovém měřítku končí hospitalizací přibližně 7–13 % případů onemocnění dětí, v rozvinutých zemích je dospělých s komunitní pneumonií hospitalizováno přibližně 22 až 42 %. Skóre CURB-65 je užitečné při určování nutnosti hospitalizace dospělých. Pokud je skóre 0 nebo 1 bod, mohou se pacienti obvykle léčit doma, při dosažení 2 bodů je třeba krátký pobyt v nemocnici nebo pečlivé sledování a pokud se skóre pohybuje mezi 3–5 body, je doporučována hospitalizace. Hospitalizovány by měly být i děti s dušností nebo hladinou nasycení kyslíkem nižší než 90 %. Prospěšnost fyzioterapie hrudníku v případě onemocnění pneumonií zatím nebyla prokázána. Neinvazivní ventilace může být vhodná pro osoby hospitalizované na jednotce intenzivní péče. Volně prodejné léky proti kašli ani užívání zinku u dětí nevykazují žádné účinky. Dostatečná důkazní opora neexistuje ani pro použití mukolytik.

### Bakteriální zápal plic
Antibiotika zlepšují výsledky léčby u osob s bakteriálním zápalem plic. Počáteční volba antibiotik závisí na charakteristikách dané osoby, jako je například věk, celkový zdravotní stav a místo nákazy. Ve Spojeném království se doporučuje jako první způsob léčby komunitně získané pneumonie empirická léčba amoxicilinem, přičemž jako alternativa mohou posloužit doxycyklin nebo clarithromycin. V Severní Americe, kde jsou „atypické“ formy komunitní pneumonie běžnější, nahrazují amoxicilin při prvotní léčbě dospělých osob mimo nemocnici makrolidy (například azithromycin nebo erythromycin). U dětí s mírnými nebo středně těžkými symptomy zůstává amoxicilin stále první volbou. Používání fluorochinolonů v nekomplikovaných případech se nedoporučuje z důvodu obav o vedlejší účinky a vytvoření rezistence na tyto léky, přičemž klinický přínos nevyvažuje možné riziko. Délka léčení se obvykle pohybuje v rozmezí sedmi až deseti dnů, stále častěji se ale objevují důkazy, že kratší léčba (tři až pět dnů) je obdobně účinná. Doporučené léky pro pneumonii získanou v nemocničním prostředí zahrnují cefalosporiny třetí a čtvrté generace, karbapenemy, fluorochinolony, aminoglykosidy a vankomycin. Tato antibiotika jsou často podávána nitrožilně a v kombinaci. Stav osob léčených v nemocnici se po počátečním podání antibiotik zlepší v 90 % případů.

### Virový zápal plic
K léčbě virové pneumonie způsobené viry (influenzy A a influenzy B) mohou být použity inhibitory neuraminidázy. Pro léčbu ostatních typů komunitní virové pneumonie včetně onemocnění způsobeného koronavirem SARS, SARS-CoV-2, adenovirem, hantavirem a virem parainfluenzy nejsou doporučována žádná specifická antivirotika. Influenza A může být léčena rimantadinem nebo amantadinem, zatímco influenzu typu A nebo B lze léčit oseltamivirem, zanamivirem nebo peramivirem. Nejlepšího účinku tyto léky dosahují, pokud jsou podány do 48 hodin od nástupu symptomů. Mnoho kmenů influenzy A, podtypu H5N1 (rovněž známé jako aviární influenza nebo „ptačí chřipka“), vykazuje rezistenci na rimantadin a amantadin. Někteří odborníci doporučují nasazení antibiotik i v případě virové pneumonie, jelikož není možné vyloučit komplikující bakteriální infekci. Britská společnost hrudního lékařství doporučuje zdržet se podávání antibiotik u mírných případů. Použití kortikosteroidů je kontroverzní.

### Aspirační zápal plic
Obecně se aspirační pneumonitida léčí konzervativně za nasazení antibiotik určených pouze pro léčbu aspirační pneumonie. Volba antibiotik závisí na několika faktorech, mimo jiné na domnělém organickém původci a na tom, zda k pneumonii došlo v komunitě nebo se rozvinula v nemocničním prostředí. Obvyklou volbou jsou klindamycin, kombinace beta-laktamového antibiotika a metronidazolu nebo aminoglykosid.
Kortikosteroidy se někdy používají i v případě aspirační pneumonie, existují ale pouze omezené důkazy na podporu jejich účinnosti.

## Prognóza
Díky léčbě se většina typů bakteriálního zápalu plic stabilizuje do 3–6 dnů. Odeznění většiny symptomů většinou trvá několik týdnů. Rentgenový nález je obvykle čistý do čtyř týdnů a úmrtnost je nízká (méně než 1 %). U starších osob nebo osob s plicními problémy může vyléčení trvat déle než 12 týdnů. U pacientů, u nichž je nezbytná hospitalizace, může úmrtnost dosáhnout až 10 % a u osob, u nichž je nutná intenzivní péče, pak 30–50 %. Zápal plic je nejběžnější infekcí získanou v nemocničním prostředí, která končí smrtí. Před příchodem antibiotik byla typická úmrtnost hospitalizovaných osob 30 %.
Zejména u starších pacientů a osob se zdravotními problémy se mohou objevit komplikace. K těm mimo jiné patří empyém, absces plic, obliterující bronchiolitida, akutní syndrom respirační tísně, sepse a celkově zhoršený zdravotní stav.

### Pravidla klinické predikce
Pravidla klinické predikce byla vytvořena pro objektivnější prognózu závěrů týkajících se zápalu plic. Jsou často používána při rozhodování o tom, zda osobu hospitalizovat či nikoliv.
- Index závažnosti zápalu plic (nebo také skóre PSI)[18]

- Skóre CURB-65, které bere v úvahu závažnost symptomů, základní onemocnění a věk[73]

### Pleurální efuze, empyém a absces

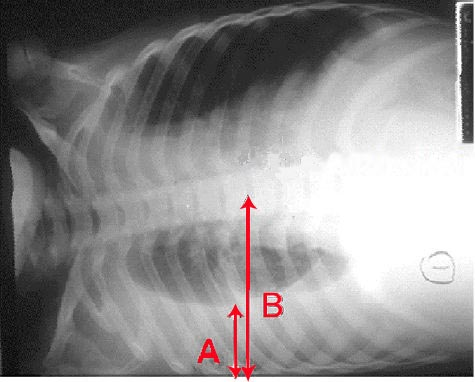
Pleurální efuze na rentgenovém snímku hrudníku. Šipka A ukazuje na nahromadění tekutiny v pravé části hrudníku. Šipka B znázorňuje šířku pravé plíce. Objem plíce je zmenšen z důvodu nahromadění tekutiny v okolí plíce

Při zápalu plic může dojít k nahromadění tekutiny v prostoru obklopujícím plíci. Tato tekutina může být v jistých případech infikována mikroorganismy a způsobit tak empyém. Pro odlišení empyému od běžnější prosté parapneumonické efuze může být tekutina odebrána pomocí jehly a dále zkoumána (hrudní punkce). Pokud tento postup prokáže empyém, je nezbytná úplná drenáž tekutiny, což často vyžaduje aplikaci drenážního katetru. V závažných případech empyému může být nutné provést chirurgický zákrok. Není-li infikovaná tekutina odvedena, infekce může přetrvávat, protože antibiotika nemají schopnost dostatečně proniknout do pleurální dutiny. Pokud je tekutina sterilní, je třeba ji odvést pouze v případě, kdy způsobuje symptomy nebo pokud se nevstřebává.
Ve vzácných případech vytvoří bakterie v plíci dutinu naplněnou infikovanou tekutinou zvanou plicní absces. Plicní abscesy jsou obvykle viditelné na rentgenovém snímku hrudníku, pro potvrzení diagnózy je ale často zapotřebí CT snímek hrudníku. Abscesy se typicky objevují při aspirační pneumonii a často obsahují několik typů bakterií. Plicní absces se obvykle léčí dlouhodobě podávanými antibiotiky, někdy ale musí být absces vyprázdněn chirurgem nebo radiologem.

### Respirační a oběhové selhání
Zápal plic může způsobit respirační selhání spuštěním syndromu akutní respirační tísně (ARDS), ke kterému dochází v důsledku kombinace infekce a zánětlivé reakce. Plíce se rychle zaplní tekutinou a ztuhnou. Tato ztuhlost v kombinaci s vážnými potížemi s absorpcí kyslíku v důsledku přítomnosti alveolární tekutiny může vyžadovat dlouhé období mechanické ventilace nutné k tomu, aby pacient přežil.
Sepse je další potenciální komplikací u zápalu plic, typicky k ní ale dochází pouze u osob s nízkou imunitou nebo se sníženou funkcí sleziny. Nejběžnějšími organickými původci jsou Streptococcus pneumoniae, Haemophilus influenzae a Klebsiella pneumoniae. Mezi další příčiny symptomů pneumonie, které je třeba zvážit, patří infarkt myokardu nebo plicní embolie.

## Epidemiologie

Věkově standardizovaná frekvence úmrtí u infekcí dolních cest dýchacích na 100 000 obyvatel v roce 2004.
údaje nejsou k dispozici
<100
100-700
700-1400
1400-2100
2100-2800
2800-3500
3500-4200
4200-4900
4900-5600
5600-6300
6300-7000
>7000

Zápal plic je běžným onemocněním vyskytujícím se ve všech částech světa a postihujícím přibližně 450 miliónů osob ročně. Je významnou příčinou úmrtí napříč všemi věkovými skupinami – stojí za 4 milióny úmrtí (7 % celosvětového počtu úmrtí) ročně. Počet úmrtí je nejvyšší u dětí mladších pěti let a u dospělých starších 75 let. Pneumonie se v rozvojových zemích vyskytuje přibližně pětkrát častěji než v zemích rozvinutých. Virový zápal plic stojí za přibližně 200 milióny případů. Ve Spojených státech byl v roce 2009 8. nejčastější příčinou úmrtí.

### Děti
V roce 2008 onemocnělo pneumonií přibližně 156 miliónů dětí (151 miliónů v rozvojových zemích a 5 miliónů v zemích rozvinutých). Choroba měla za následek 1,6 miliónů úmrtí, to je 28–34 % všech úmrtí dětí mladších pěti let, z čehož k 95 % došlo v rozvojových zemích. Mezi země s nejrozšířenějším výskytem zápalu plic patří Indie (43 miliónů), Čína (21 miliónů) a Pákistán (10 miliónů). Onemocnění je hlavní příčinou úmrtí dětí v nízkopříjmových zemích. K mnoha těmto úmrtím dochází v novorozeneckém věku. Světová zdravotnická organizace odhaduje, že zápal plic způsobuje každé třetí úmrtí novorozeněte . Přibližně polovině z nich by teoreticky bylo možno zabránit, neboť jsou způsobena bakteriemi, pro něž je dostupná účinná vakcína.

### Rizikové skupiny
Stejně jako u jiných onemocnění je také zápal plic více rizikový pro určité skupiny osob. V tomto případě do rizikových skupin patří senioři ve věku nad 65 let, kuřáci, menší děti a lidé trpící chronickými onemocněními. Mezi nejnáchylnější skupiny pak patří lidé se sníženou přirozenou obranyschopností organismu. Sem spadají nejen chronicky nemocní, ale také pacienti v rekonvalescenci po operaci či zranění. Do rizikové skupiny také patří lidé s AIDS, cukrovkou, onemocněním srdce, dýchacími potížemi (například astma) nebo osoby léčené na popáleniny nebo po transplantaci.  U dětí, které jsou již tak samy od sebe zápalu plic náchylné, zvyšuje riziko nákazy nedonošenost či podvýživa nebo vrozené vady (např. srdce) a chronická onemocnění plic.

## Historie

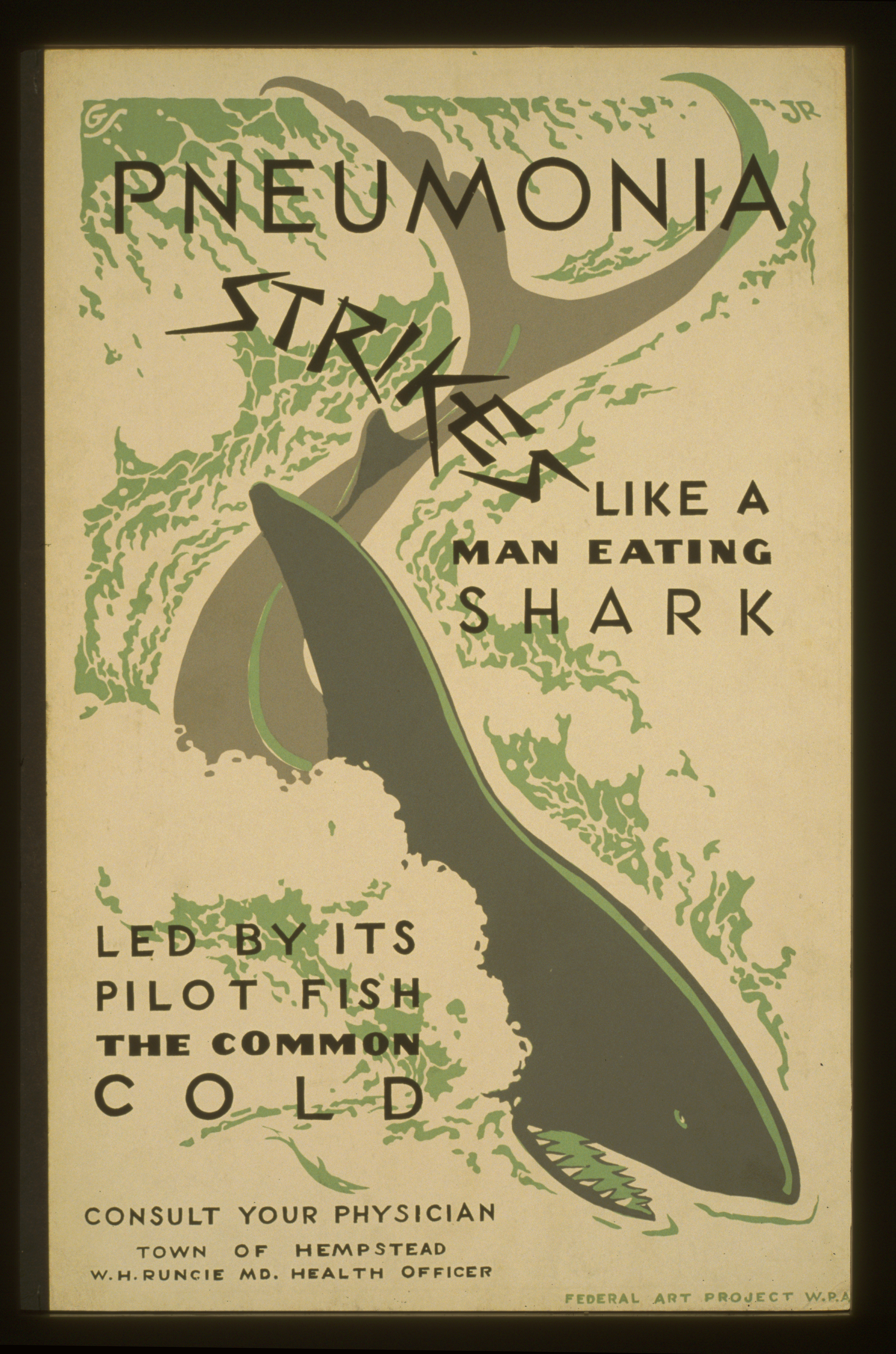
Plakát americké vládní agentury WPA, 1936/1937

Zápal plic byl v historii lidstva běžným onemocněním. Jeho symptomy popsal už Hippokratés (přibližně 460 př. Kr. – 370 př. Kr):„Peripneumonie a pleurální onemocnění je možné určit podle těchto příznaků: Horečka je akutní, bolest se objevuje na jedné nebo na obou stranách hrudi, nemocný při výdechu kašle a vykašlávané sputum je světlé či popelavě šedé barvy, a nebo je řídké, zpěněné či načervenalé nebo má jiný vzhled než je obvyklé... Když zápal plic dosáhne vrcholu, bez pročištění je stav nemocného beznadějný, a vyhlídka není dobrá, pokud nemocný trpí dušností, jeho moč je řídká a čpavá a krk a hlava se potí, takový pot není dobrým znamením, neboť k němu dochází v důsledku dušení, chrastění na prsou a prudkosti nemoci, která nad nemocným získává převahu.“ Hippokratés však zápal plic popisuje jako nemoc „zmiňovanou už předky“. Zaznamenal rovněž výsledky chirurgické drenáže empyému. Maimonides (1135–1204) poznamenal: „Základními symptomy, ke kterým u zápalu plic vždy dochází, jsou akutní horečka, bodavá pleuritická bolest na hrudi, krátké zrychlené dýchání, zrychlený puls a kašel.“ Tento klinický popis je značně podobný charakteristikám objevujícím se v moderních učebnicích a odráží rozsah lékařských znalostí v období od středověku do 19. století.
Edwin Klebs byl v roce 1875 prvním člověkem, který zjistil přítomnost bakterií v dýchacích cestách osob, které zemřely na zápal plic. Průkopnickou práci identifikující dvě běžné bakteriální příčiny pneumonie, Streptococcus pneumoniae a Klebsiella pneumoniae, uskutečnili Carl Friedländer a Albert Fränkel v letech 1882 a 1884. Friedländerova původní práce poprvé představila Gramovo barvení, dnes základní laboratorní test používaný k identifikaci a kategorizování bakterií. Práce Christiana Grama z roku 1884 popisující tento postup pomohla rozlišit dvě výše uvedené bakterie a prokázala, že zápal plic může způsobovat více než jeden mikroorganismus.
Sir William Osler, známý rovněž jako „otec moderní medicíny“, si byl plně vědom počtu úmrtí a postižení způsobených zápalem plic a v roce 1918 jej označil za „kapitána pěšáků smrti“, když tato choroba předstihla tuberkulózu jakožto jednu z hlavních příčin úmrtí té doby. Tento výraz poprvé použil John Bunyan v souvislosti se souchotinami (tuberkulózou). Osler rovněž popsal zápal plic jako „přítele starců“, jelikož smrt byla v porovnání s mnoha pomalejšími a bolestivějšími způsoby smrti často rychlá a bezbolestná.
Výsledky léčby pacientů se zápalem plic v prvním desetiletí 20. století zlepšilo několik objevů. S nástupem penicilinu a dalších antibiotik, moderních chirurgických technik a intenzivní péče ve 20. století úmrtnost na zápal plic, která předtím dosahovala až 30 %, v rozvinutých zemích výrazně poklesla. V roce 1988 započala vakcinace kojenců proti Haemophilus influenzae typu B a zakrátko vedla k dramatickému poklesu počtu případů. Vakcinace proti Streptococcus pneumoniae u dospělých byla zahájena v roce 1977 a u dětí v roce 2000, přičemž výsledkem byl opět podobný pokles.

## Společnost a kultura
Vzhledem k vysoké nemocnosti v rozvojových zemích a relativně nízké informovanosti o nemoci v zemích rozvinutých vyhlásila celosvětová zdravotnická komunita 12. listopad Světovým dnem pneumonie, dnem, kdy mohou zainteresovaní občané a činitelé s rozhodovacími pravomocemi uskutečnit kroky proti šíření této nemoci. Ekonomické náklady na léčbu komunitní pneumonie jsou celosvětově odhadovány na 17 miliard amerických dolarů.